# Jakob von Zülow
Johann Jakob Gottfried von Zülow (* Mai 1729; † 23. Juli 1802 in Ratibor) war ein preußischer Generalmajor.

## Leben

### Herkunft
Jakob entstammte der mecklenburgischen Adelsfamilie von Zülow. Er war ein Sohn des Erbherrn auf Möllenbeck Christoph von Zülow († nach 1775) und dessen Ehefrau Dorothea, geborene von Lützow (1688–1735) aus dem Hause Dreilützow.

### Militärkarriere
Zülow begann seine Laufbahn 1744 als Page bei König Friedrich II. Im Zweiten Schlesischen Krieg stand er an dessen Seite im Felde und nahm an den Schlachten bei Hohenfriedberg, Soor und Kesselsdorf teil. 1745 wurde er Fahnenjunker im Kürassierregiment „von Kyau“, 1751 Kornett und nahm ab 1756 am Siebenjährigen Krieg teil. Er focht in den Schlachten bei Lobositz, Prag, Kolin, Leuthen, Zorndorf und wohnte der erneuten Belagerung von Prag bei. 1757 wurde er Lieutenant, 1760 Stabsrittmeister sowie 1766 Rittmeister und Kompaniechef im Kürassierregiment „von Dalwig“. Als solcher nahm er am Bayerischen Erbfolgekrieg teil. 1783 wurde er zum Major befördert und stieg 1790 zum Oberstleutnant auf. 1791 war er Eskadronchef, wurde 1793 Oberst und selben Jahres Chef der neuerrichteten Dragonereskadron in Alt-Schottland bei Danzig. 1801 schließlich wurde Zülow zum Generalmajor befördert, dimittierte jedoch ein halbes Jahr später und erhielt Versorgung.

### Familie
1766 heiratete er Charlotte Karoline von Schipp (1736–1806). Aus dieser Ehe gingen drei Kinder hervor: 
- Johanna (Jeannette) (1786–1840) ⚭ Graf Carl Ludwig von Ballestrem (1755–1829)
- Antonia
- Johann Dietrich Ernst (1772–1844), Rittmeister a. D. dann Postdirektor ⚭ Magdalena Tangowska